# Pawel Jewgenjewitsch Schakuro
Pawel Jewgenjewitsch Schakuro (russisch Павел Евгеньевич Шакуро; * 25. Juli 1997 in Tjumen) ist ein russischer Fußballspieler.

## Karriere

### Verein
Schakuro begann seine Karriere beim FK Tjumen. Zur Saison 2015/16 rückte er in den Profikader von Tjumen. Sein Debüt für Tjumen in der Perwenstwo FNL gab er im August 2015 gegen Zenit-2 St. Petersburg. In seiner ersten Spielzeit kam er zu 19 Zweitligaeinsätzen. In der Saison 2016/17 absolvierte er 36 Spiele, in der Saison 2017/18 waren es 16. In der Saison 2018/19 kam er zu 21 Einsätzen in der Perwenstwo FNL, aus der er zu Saisonende mit seinem Verein allerdings abstieg. Nach dem Abstieg wechselte der Außenverteidiger zur Saison 2019/20 zum Erstligisten FK Sotschi. Im November 2019 debütierte er gegen ZSKA Moskau in der Premjer-Liga. Bis Saisonende kam er zu zwei Einsätzen in der höchsten russischen Spielklasse.
Zur Saison 2020/21 wurde Schakuro an den Zweitligisten Irtysch Omsk verliehen. In Omsk kam er während der Leihe zu 35 Zweitligaeinsätzen, mit Irtysch stieg er zu Saisonende allerdings aus der Perwenstwo FNL ab. Zur Saison 2021/22 kehrte er wieder nach Sotschi zurück, wo er allerdings nicht mehr zum Einsatz kam. Daraufhin verließ er den Klub im Februar 2022 endgültig und wechselte zum Zweitligisten FK Jenissei Krasnojarsk.

### Nationalmannschaft
Schakuro kam zwischen Mai und November 2017 zu sieben Einsätzen im russischen U-21-Team.